# Саудовская Аравия на летних Олимпийских играх 2008
Саудовская Аравия участвовала в летних Олимпийских играх 2008 года в Пекине, Китай. Как и в прошлые годы, Саудовская Аравия отправила в Пекин только представителей мужского пола. По сообщениям, Международный олимпийский комитет обращался к Саудовскому олимпийскому комитету с просьбой отправить спортсменок на летние Олимпийские игры 2012 года. 
Саудовские спортсмены соревновались в пяти видах спорта: лёгкая атлетика, стрельба, плавание, тяжёлая атлетика и конный спорт.

## Результаты соревнований

### Конкур
| Спортсмен                                                                     | Конь         | Дисциплина     | Квалификация | Квалификация | Квалификация | Квалификация | Квалификация | Квалификация | Квалификация | Квалификация | Финал     | Финал     | Финал     | Финал     | Финал     | Всего    | Всего |
| Спортсмен                                                                     | Конь         | Дисциплина     | Раунд 1      | Раунд 1      | Раунд 2      | Раунд 2      | Раунд 2      | Раунд 3      | Раунд 3      | Раунд 3      | Раунд A   | Раунд A   | Раунд B   | Раунд B   | Раунд B   | Всего    | Всего |
| Спортсмен                                                                     | Конь         | Дисциплина     | Пенальти     | Место        | Пенальти     | Всего        | Место        | Пенальти     | Всего        | Место        | Пенальти  | Место     | Пенальти  | Всего     | Место     | Пенальти | Место |
| ----------------------------------------------------------------------------- | ------------ | -------------- | ------------ | ------------ | ------------ | ------------ | ------------ | ------------ | ------------ | ------------ | --------- | --------- | --------- | --------- | --------- | -------- | ----- |
| Рамзи Аль-Духами                                                              | Аллах Джабек | Индивидуальный | 2            | 28           | 5            | 7            | 15 Q         | 9            | 16           | 18 Q         | 8         | 23        | Не прошёл | Не прошёл | Не прошёл | 8        | 23    |
| Абдалла ибн Мутаиб Аль Сауд                                                   | Обеликс      | Индивидуальный | 10           | 56           | 30           | 40           | 60           | Не прошёл    | Не прошёл    | Не прошёл    | Не прошёл | Не прошёл | Не прошёл | Не прошёл | Не прошёл | 40       | 60    |
| Фаисал Аль Шалан                                                              | Видо         | Индивидуальный | 11           | 61           | 16           | 29           | 58           | Не прошёл    | Не прошёл    | Не прошёл    | Не прошёл | Не прошёл | Не прошёл | Не прошёл | Не прошёл | 29       | 58    |
| Камаль Бахамдан                                                               | Риваль       | Индивидуальный | 11           | 61           | 12           | 26           | 54           | Не прошёл    | Не прошёл    | Не прошёл    | Не прошёл | Не прошёл | Не прошёл | Не прошёл | Не прошёл | 26       | 54    |
| Рамзи Аль Духами Абдалла ибн Мутаиб Аль Сауд Фаисал Аль Шалан Камаль Бахамдан | См. выше     | Командный      | н/д          | н/д          | н/д          | н/д          | н/д          | н/д          | н/д          | н/д          | 38        | 13        | Не прошёл | Не прошёл | Не прошёл | 38       | 13    |

### Лёгкая атлетика
Сокращения
- Q = квалифицировался в следующий раунд

- q = квалифицировался на следующий раунд как самый быстрый неудачник или, в полевых соревнованиях, по позиции, не достигнув цели квалификации

- NR = национальный рекорд

- Н/Д = раунд не применим для дисциплины

- Bye = спортсмен не обязан участвовать в раунде

Мужчины
Беговые дисциплины
| Мухельд Аль-Утаиби   | 5000 м             | 13:47.00 | 6   | н/д       | н/д       | Не прошёл | Не прошёл |           |           |
| Мохаммед Аль-Сальхи  | 800 м              | 1:47.02  | 2 Q | 1:47.14   | 6         | Не прошёл | Не прошёл | Не прошёл | Не прошёл |
| Мохаммед Отман Шавин | 1500 м             | 3:45.82  | 10  | Не прошёл | Не прошёл | Не прошёл | Не прошёл |           |           |
| Али Ахмад Аль-Амри   | 3000 м с барьерами | 9:09.73  | 13  | н/д       | н/д       | Не прошёл | Не прошёл |           |           |

Полевые дисциплины
| Спортсмен                    | Дисциплина     | Квалификация | Квалификация | Финал     | Финал     |
| Спортсмен                    | Дисциплина     | Дистанция    | Позиция      | Дистанция | Позиция   |
| ---------------------------- | -------------- | ------------ | ------------ | --------- | --------- |
| Султан Мубарак Аль-Давуди    | Метание диска  | 56.29        | 34           | Не прошёл | Не прошёл |
| Мохаммед Салман Аль-Хувалиди | Прыжки в длину | 7.93         | 14           | Не прошёл | Не прошёл |
| Хуссеин Аль-Саби             | Прыжки в длину | 8.04         | 8 q          | 7.80      | 11        |
| Султан Абдульмаджид Альхебши | Толкание ядра  | 19.51        | 27           | Не прошёл | Не прошёл |

### Плавание
Мужчины
| Спортсмен                   | Дисцплина         | Предвратительный раунд | Предвратительный раунд | Полуфинал | Полуфинал | Финал     | Финал     |
| Спортсмен                   | Дисцплина         | Результат              | Место                  | Результат | Место     | Результат | Место     |
| --------------------------- | ----------------- | ---------------------- | ---------------------- | --------- | --------- | --------- | --------- |
| Бадер Абдурахман Аль-Мухана | 100 м баттерфляем | 55.59                  | 61                     | Не прошёл | Не прошёл | Не прошёл | Не прошёл |

### Стрельба
Мужчины
| Спортсмен        | Дисциплина | Квалификация | Квалификация | Финал     | Финал     |
| Спортсмен        | Дисциплина | Очки         | Место        | Ички      | Место     |
| ---------------- | ---------- | ------------ | ------------ | --------- | --------- |
| Саид Аль-Мутаири | Скит       | 104          | 39           | Не прошёл | Не прошёл |

### Тяжёлая атлетика
| Спортсмен             | Дисциплина         | Рывок, кг     | Рывок, кг     | Толчок, кг    | Толчок, кг    | Всего         | Место         |
| Спортсмен             | Дисциплина         | Результат     | Место         | Результат     | Место         | Всего         | Место         |
| --------------------- | ------------------ | ------------- | ------------- | ------------- | ------------- | ------------- | ------------- |
| Аль Хуссеин Альдхилаб | до 69 кг (мужчины) | Не участвовал | Не участвовал | Не участвовал | Не участвовал | Не участвовал | Не участвовал |